# رالی (فلوریدا)
رالی (به انگلیسی: Raleigh) یک منطقهٔ مسکونی در ایالات متحده آمریکا است که در شهرستان لوی، فلوریدا واقع شده‌است. رالی ۵٫۰ کیلومتر مربع مساحت و ۳۷۳ نفر جمعیت دارد و ۲۲٫۵۶ متر بالاتر از سطح دریا واقع شده‌است.